# Phil Ofosu-Ayeh
Phil Ofosu-Ayeh (geborener Schlüter, * 15. September 1991 in Moers) ist ein deutsch-ghanaischer Fußballspieler. Er steht bei Halmstads BK unter Vertrag.

## Leben
Ofosu-Ayeh wurde als Sohn des Ghanaers Peter Ofosu-Ayeh und seiner deutschen Frau Manuela, geb. Schlüter, in Moers geboren. Er wuchs zunächst in Duisburg-Homberg und ab seinem zweiten Lebensjahr in Wilhelmshaven auf, wo seine Mutter nach der Trennung von seinem leiblichen Vater erneut heiratete. So erhielt Ofosu-Ayeh einen deutschen Stiefvater, der ihn wie einen leiblichen Sohn behandelte. Als Phil Schlüter lief er seit seinem elften Lebensjahr bis Januar 2011 zunächst unter dem Geburtsnamen seiner Mutter auf, nahm dann aber – als Bekenntnis zu seinen afrikanischen Wurzeln und zu seinem ghanaischen Vater, von dem er nach anfangs noch losem Kontakt erst wieder zu seinem 18. Geburtstag etwas gehört hatte – dessen Nachnamen an.

### Karriere
Ofosu-Ayeh begann seine Karriere beim VfL Wilhelmshaven und wechselte im Sommer 2005 zum Stadtrivalen SV Wilhelmshaven. Nach zwei Jahren in der B-Jugend des SVW folgte ein Wechsel zur A-Jugend des VfB Oldenburg. Dort wurde er zu einem Leistungsträger und kehrte folgedessen im Juli 2009 zum SV Wilhelmshaven zurück,. wo er zu Saisonbeginn zum Kader der U 23 stieß; es folgte im November 2009 eine Nominierung in den Kader des Regionalliga-Teams. Hier gab er im selben Monat beim 2:2-Unentschieden gegen den Goslarer SC 08 sein Debüt. In der Saison 2010/11 war der Rechtsverteidiger, der eigentlich gelernter Stürmer ist, Stammspieler in der Abwehr und kam auf 26 Einsätze. Am 18. Mai 2011 gab Ofosu-Ayeh seinen Wechsel zum FC Rot-Weiß Erfurt bekannt. Da er für die Vertragsunterzeichnung das Training geschwänzt hatte, wurde er vom SVW suspendiert und in den letzten beiden Spielen nicht mehr eingesetzt.
Für Erfurt gab er im Thüringenderby gegen den FC Carl Zeiss Jena am 23. Juli 2011 sein Debüt im Profifußball. Beim Drittligisten übernahm er in der Rückrunde als Stammspieler die Position des rechten Verteidigers und kam insgesamt auf 27 Einsätze.
Im Juli 2013 wechselte Ofosu-Ayeh zum Ligakonkurrenten MSV Duisburg, bei dem er einen Einjahresvertrag unterzeichnete. Im Laufe der folgenden Saison 2013/14 entwickelte er sich in der komplett neu zusammengestellten Mannschaft des Zweitliga-Absteigers zum Leistungsträger und machte durch gute Leistungen auf sich aufmerksam.
Im Sommer 2014 wechselt er zum Zweitligisten VfR Aalen, bei dem er Stammspieler wurde und auf 32 Einsätze kam. Im DFB-Pokal erreichte Ofosu-Ayeh mit der Mannschaft das Achtelfinale und schied gegen den Bundesligisten TSG Hoffenheim aus. Nach dem Abstieg 2015 verließ er den Verein für Rasenspiele aus Aalen nach seiner ersten Saison. Er wechselte zu Eintracht Braunschweig und unterschrieb einen bis 2017 laufenden Vertrag. In diesen zwei Jahren bestritt er 36 Zweitligaspiele und vier Spiele im DFB-Pokal. Mit der Eintracht aus Braunschweig zog er hierbei im Jahr 2015 ebenfalls ins Achtelfinale ein und scheiterte dort erst nach Verlängerung gegen den Bundesligisten VfB Stuttgart.
Im Sommer 2017 wechselte er zu den Wolverhampton Wanderers. Für den englischen Zweitligisten bestritt er jedoch wegen einer schweren Wadenverletzung kein Spiel in der EFL Championship 2017/18, sondern lief lediglich fünfmal für die U-23-Mannschaft in der Premier Reserve League auf. Die erste Mannschaft schaffte den Aufstieg in die Premier League und Ofosu-Ayeh wechselte zurück nach Deutschland.
Ende August 2018 gab Hansa Rostock bekannt, Phil Ofosu-Ayeh auf Leihbasis verpflichtet zu haben. Sein Pflichtspieldebüt für die Hanseaten und sein erstes Tor für die Kogge gelangen ihm am 9. September 2018 im Mecklenburg-Vorpommern-Pokal gegen die SG Warnow Papendorf. Das Drittligadebüt für die Ostseestädter gab Ofosu-Ayeh am 25. September 2018 in der 75. Minute beim Heimspiel gegen Preußen Münster. Der Rechtsverteidiger und Hansa Rostock lösten Ende Januar 2019 in beiderseitigem Einvernehmen den Vertrag auf. Ofosu-Ayeh brachte es in Rostock auf fünf Drittligaeinsätze.
Sein Mutterverein Wolverhampton Wanderers verlieh den Verteidiger anschließend ohne Rückkehr nach England bis zum Saisonende 2018/19 zu den Würzburger Kickers. Somit verblieb dieser in der dritten Liga.
Anfang 2021 unterschrieb er einen Vertrag bei Halmstads BK in der schwedischen Allsvenskan.

### Ghanaische Fußballnationalmannschaft
Im Januar 2011 entschied sich Ofosu-Ayeh, für das Heimatland seines Vaters, Ghana, zu spielen. Am 7. April 2011 folgte dann seine erstmalige Nominierung für die U-20-Nationalmannschaft von Ghana. Sein Debüt wurde aber von den Verantwortlichen des SV Wilhelmshaven verhindert, da der Verein die Freigabe für das Länderspiel verweigerte. Am 14. Oktober 2015 debütierte er in der ghanaischen A-Nationalmannschaft in einem Freundschaftsspiel gegen Kanada.